# Mitterauerbach

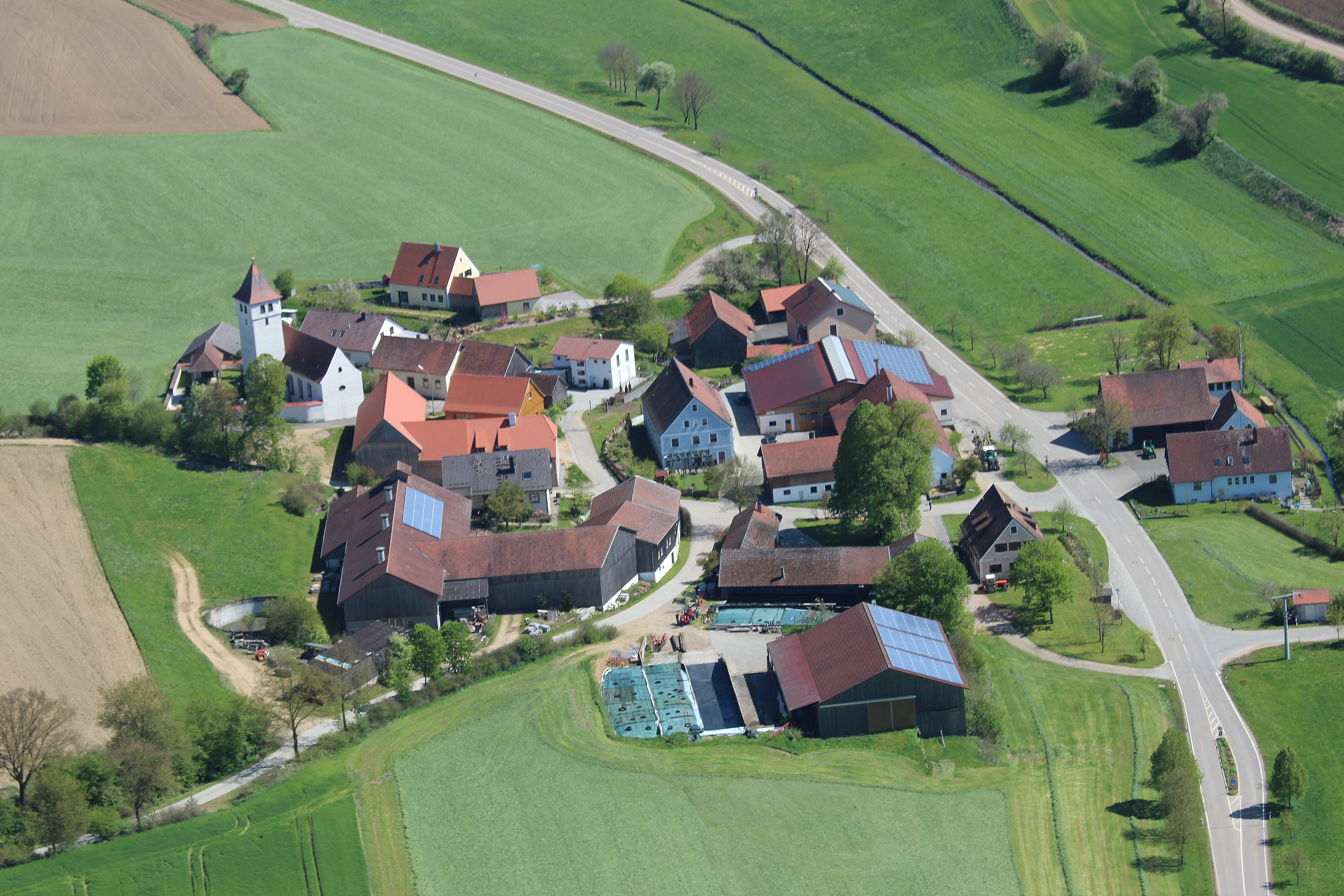
Mitterauerbach (2017)

Mitterauerbach ist ein Ortsteil der Stadt Neunburg vorm Wald im Landkreis Schwandorf in Bayern.

## Geographie
Mitterauerbach liegt im Tal des Auerbachs, der ungefähr vier Kilometer weiter südöstlich am 496 m hohen Bursching entspringt. Der Auerbach fließt weiter nach Nordwesten durch Unterauerbach und mündet zwischen Schwarzach bei Nabburg und Furthmühle in die Schwarzach.

## Geschichte
Mitterauerbach wurde 1270 erstmals urkundlich erwähnt.
Ludwig der Strenge, Herzog von Bayern, und Heinrich XIII. (Bayern), Herzog von Niederbayern, verkauften Mitterauerbach, Lindenlohe und Uckersdorf im Jahre 1270 an das Kloster Walderbach.
Schon vor 1482 war Mitterauerbach eine eigenständige Pfarrei.
Am 23. März 1913 gehörte ein Teil von Mitterauerbach, bestehend aus drei Häusern und 23 Einwohner zählend, zur Pfarrei Kemnath bei Fuhrn.
Der andere Teil von Mitterauerbach mit sieben Häusern und 37 Einwohnern gehörte zur Pfarrei Schwarzhofen.
Mitterauerbach zählte 1913 also insgesamt 60 Einwohner.
1921 wurde der Teil von Mitterauerbach, der zur Pfarrei Schwarzhofen gehörte nach Unterauerbach umgepfarrt.
Der zur Pfarrei Kemnath bei Fuhrn gehörige Teil wurde 1975 ebenfalls nach Unterauerbach umgepfarrt.
Am 31. Dezember 1990 hatte Mitterauerbach 53 Einwohner. Die Ortskirche ist eine Filialkirche der Pfarrei Unterauerbach. Evangelische Einwohner gehören zur Kirchengemeinde Neunburg vorm Wald.

## Kultur und Sehenswürdigkeiten

### Kirche Mariä Himmelfahrt

#### Baugeschichte
Ursprünglich war die Kirche in Mitterauerbach eine romanische Anlage mit Chor
und Turm.
Davon zeugen die ältesten Mauerteile zwischen dem Choransatz und den beiden Eingängen.
Um 1400 wurde der romanische Chor durch einen langgestreckten gotischen Chor ersetzt,
dessen Kreuzrippengewölbe mit zwei Jochen erhalten ist,
und der Turm an der Nordseite des Chores bekam sein heutiges Aussehen.
In jener Zeit war die Kirche eine dem heiligen Leonhard geweihte Wallfahrtskirche.
Um 1778 wurde sie umgebaut und erweitert und in „Mariä Himmelfahrt“ umbenannt.
Das Langhaus wurde verlängert und erhöht und
die Form des Chorbogens wurde verändert.
Ein mittelalterlicher Kreuzstein steht an der äußeren Kirchenmauer, rechts neben dem Eingang.

#### Ausstattung
Die Ausstattung der Kirche – Hochaltar, Seitenaltar, Beichtstuhl, Kanzel und Orgel – stammt im Wesentlichen aus dem 18. Jahrhundert. Fresken, die zwischen 1480 und 1500 entstanden sind, schmücken das Gewölbe des Chores. Auf ihnen sind abgebildet Engel, Kirchenväter, Evangelistensymbole und die vier Symbole der Jungfräulichkeit Mariens:
- ein Löwe, der durch seinen Hauch seine Jungen lebendig macht,
- ein Pelikan, der mit seinem Herzen seine Jungen füttert,
- ein Strauß, der seine Eier von der Sonne ausbrüten lässt und
- ein Phönix, der neugeboren der Asche entsteigt.

Auf den Schlusssteinen sind das Lamm Gottes und Rosettenmotive abgebildet.
Der Hochaltar, ein Werk der Brüder Luybl aus Nabburg, mit spätgotischer Madonna, wird flankiert
von den Heiligen Leonhard und Ägidius.
Die Muttergottesfigur an der Nordwand des Langhauses stammt aus dem 15. Jahrhundert.
An seiner Südwand befindet sich ein barockes Kreuz und eine
Figur des Hirtenpatrons Wendelin mit Tieren. Der Taufstein, der jetzt als Weihwasserbecken dient, stammt aus dem 12. Jahrhundert.

## Orgel
Die einmanualige Orgel von Johann Konrad Funtsch aus dem Jahr 1782 ist mit Rokokoschnitzereien verziert. Sie ist eines der sechs noch erhaltenen Instrumente des Amberger Meisters und wurde 1982 von Johann Rickert restauriert.
Die Disposition lautet:
| Manual CDEFGA–c3 |       |              |
| Gedeckt          | 8′    |              |
| Flöte            | 4′    |              |
| Spitzflöte       | 4′    | (teilw. neu) |
| Principal        | 2′    | (neu)        |
| Quinte           | 1 ⁄3′ |              |
| Mixtur III       | 1′    | (neu)        |

| Pedal CDEFGA–a |    |
| Octavbaß       | 8′ |

Siehe auch: Liste der Baudenkmäler in Neunburg vorm Wald, Abschnitt Mitterauerbach

## Bilder

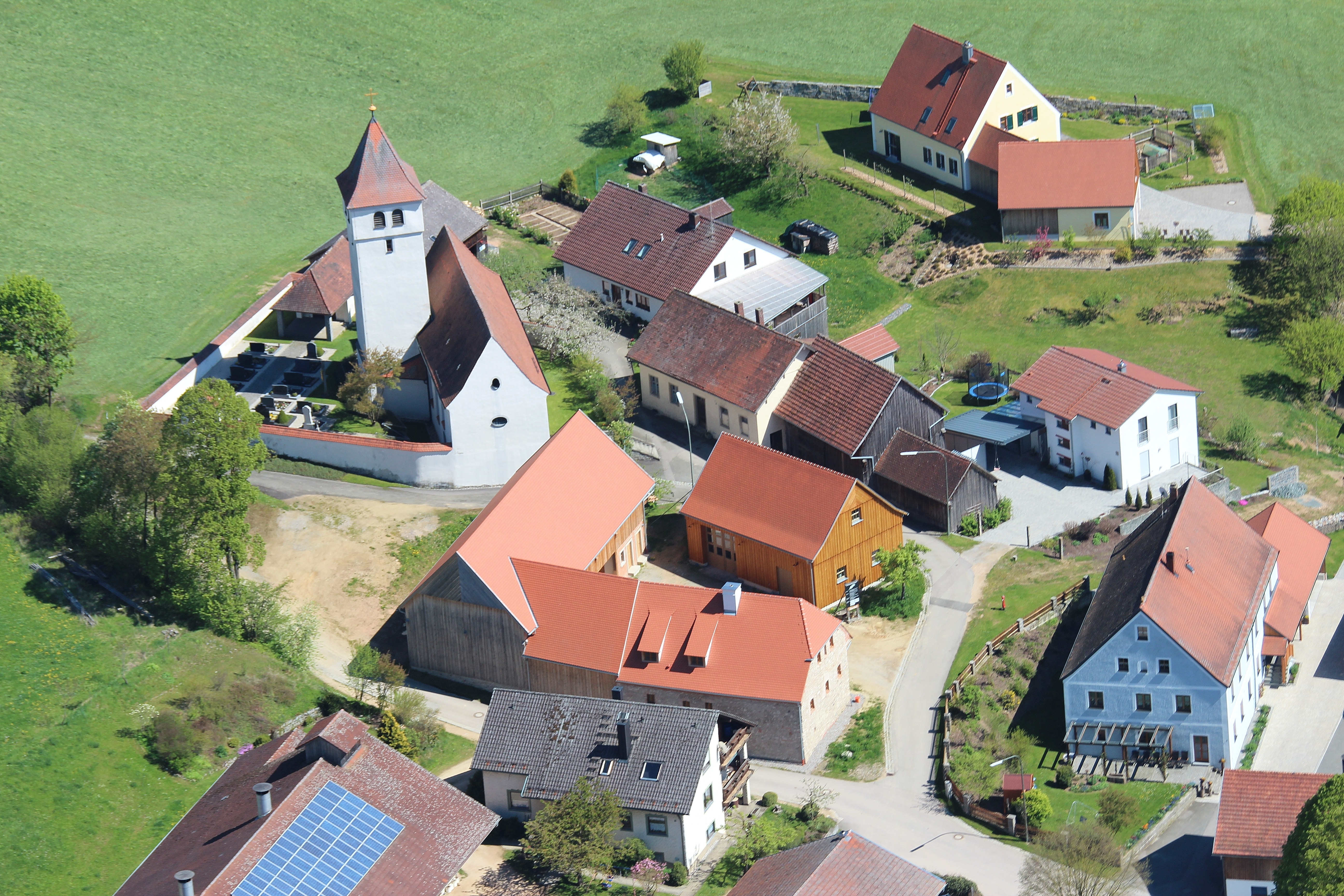
Mariä Himmelfahrt (2017)
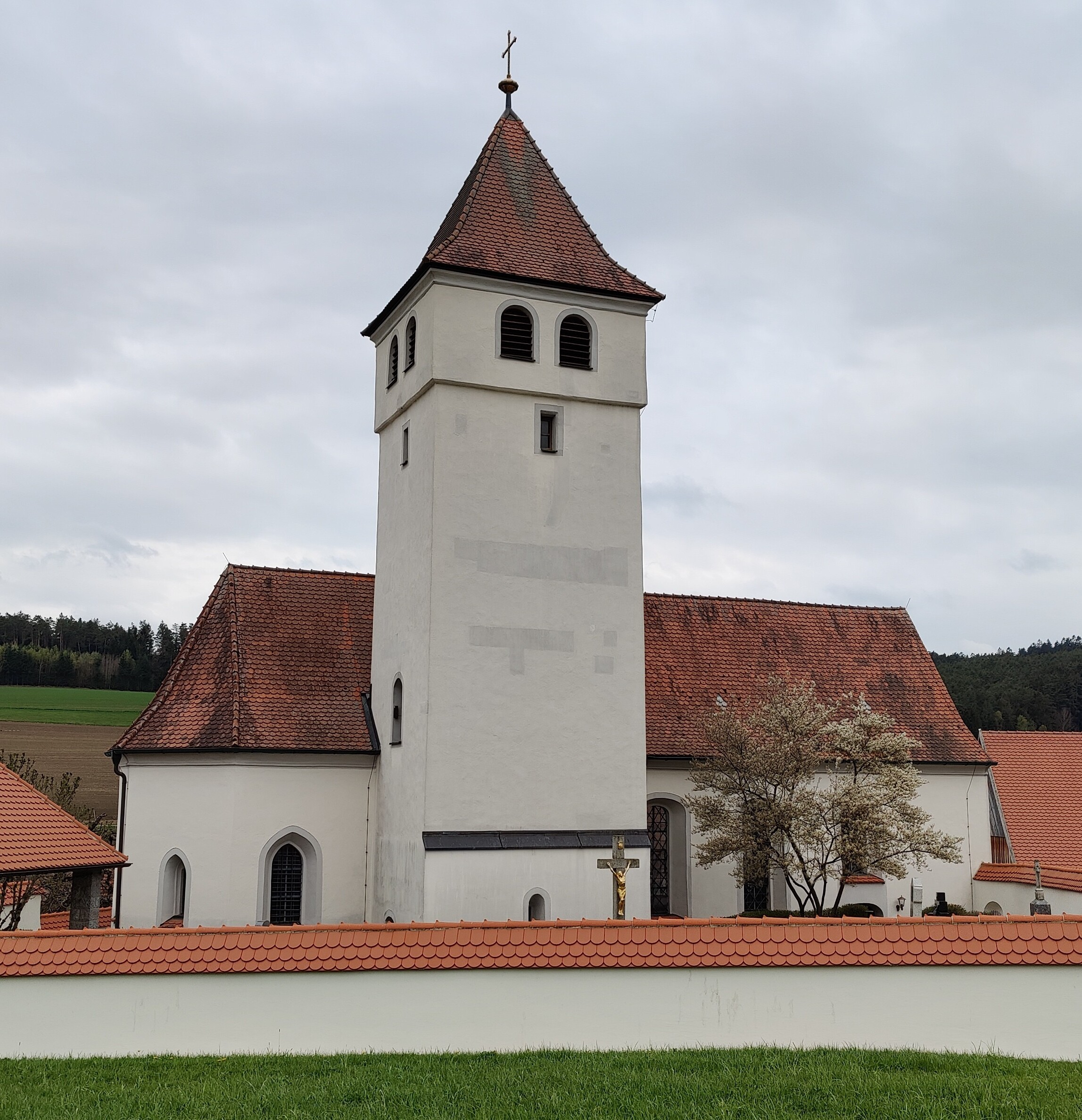
Außenansicht (2021)
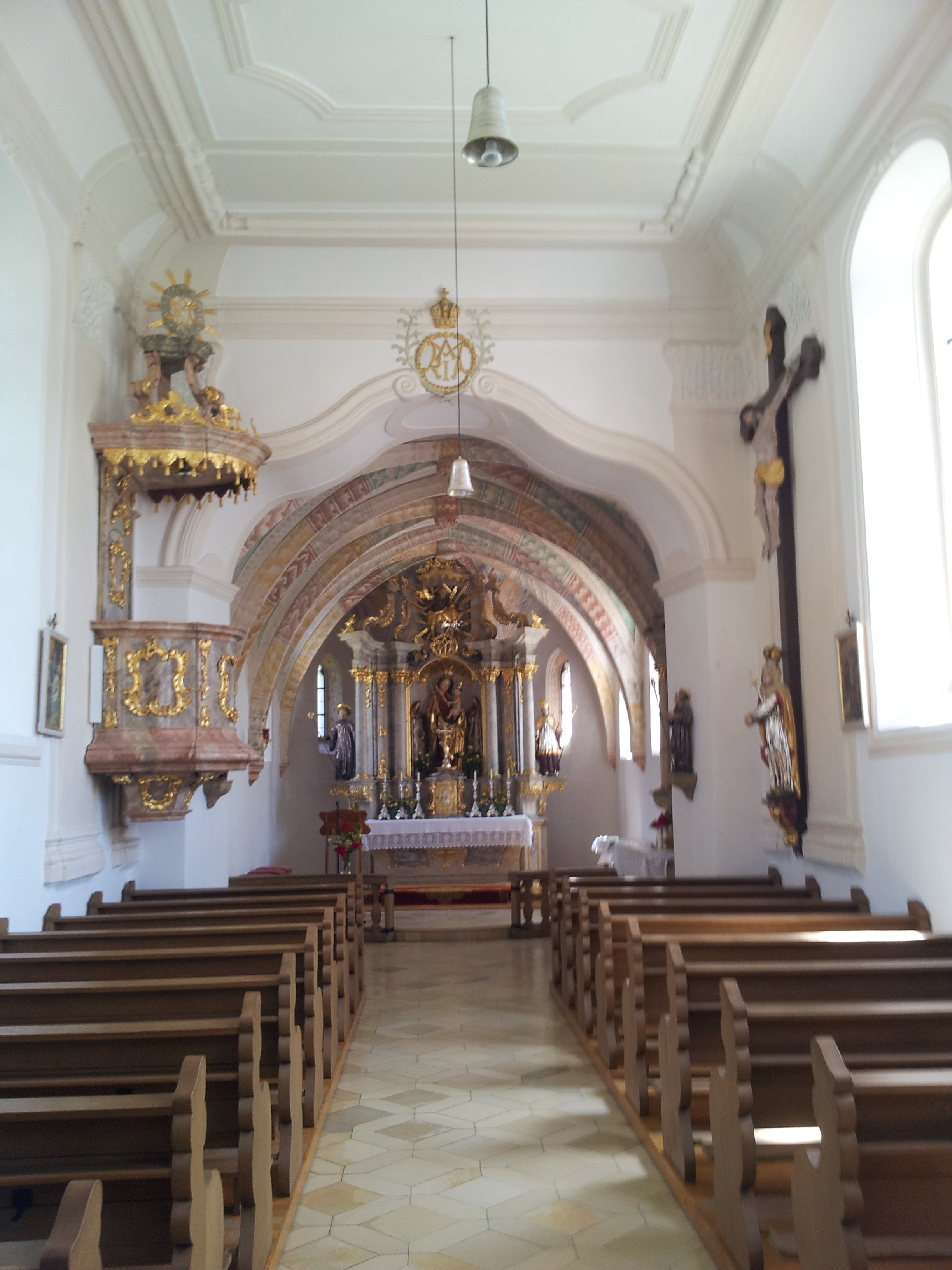
Innenraum Mariä Himmelfahrt
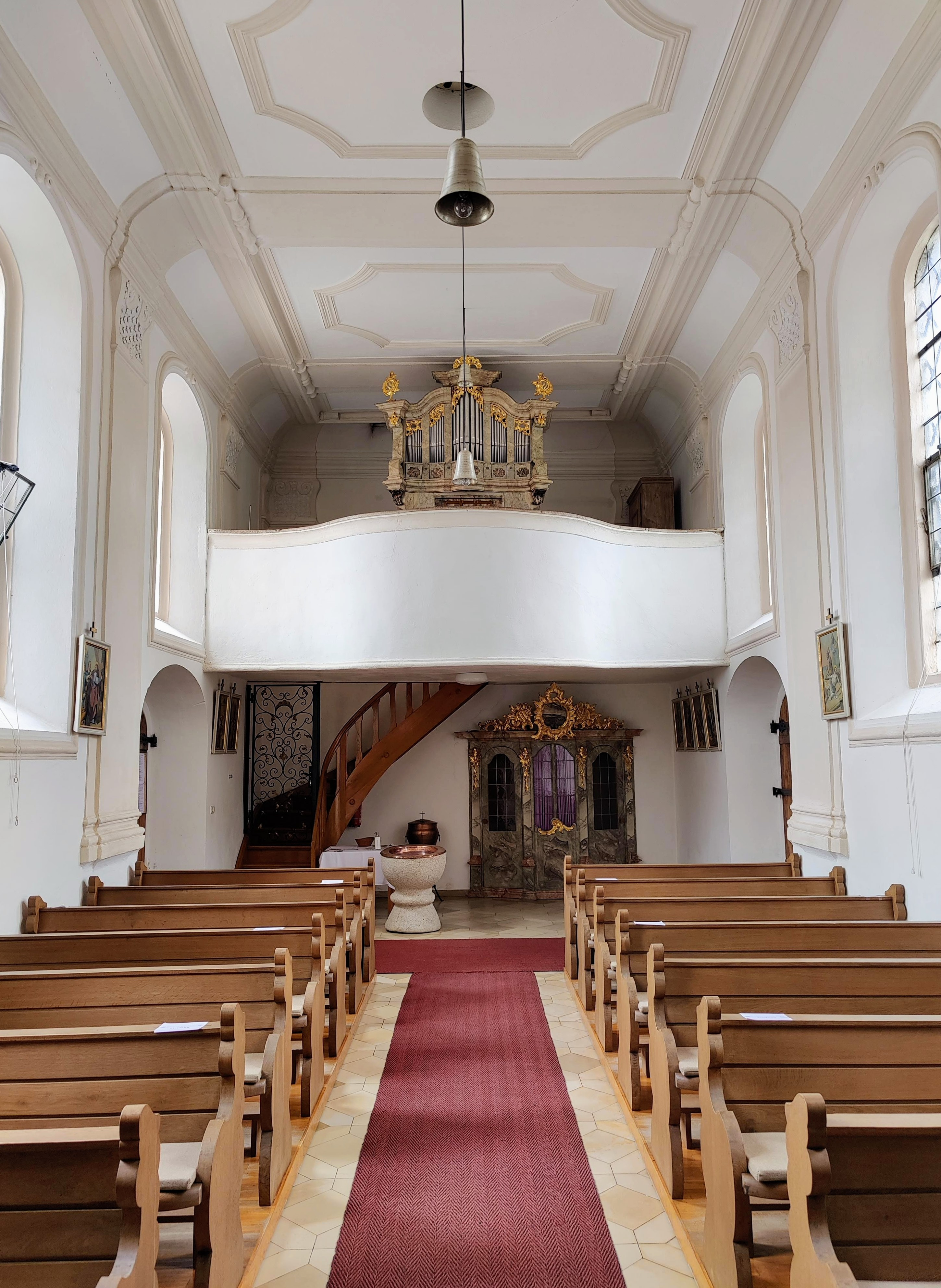
Blick zur Orgel
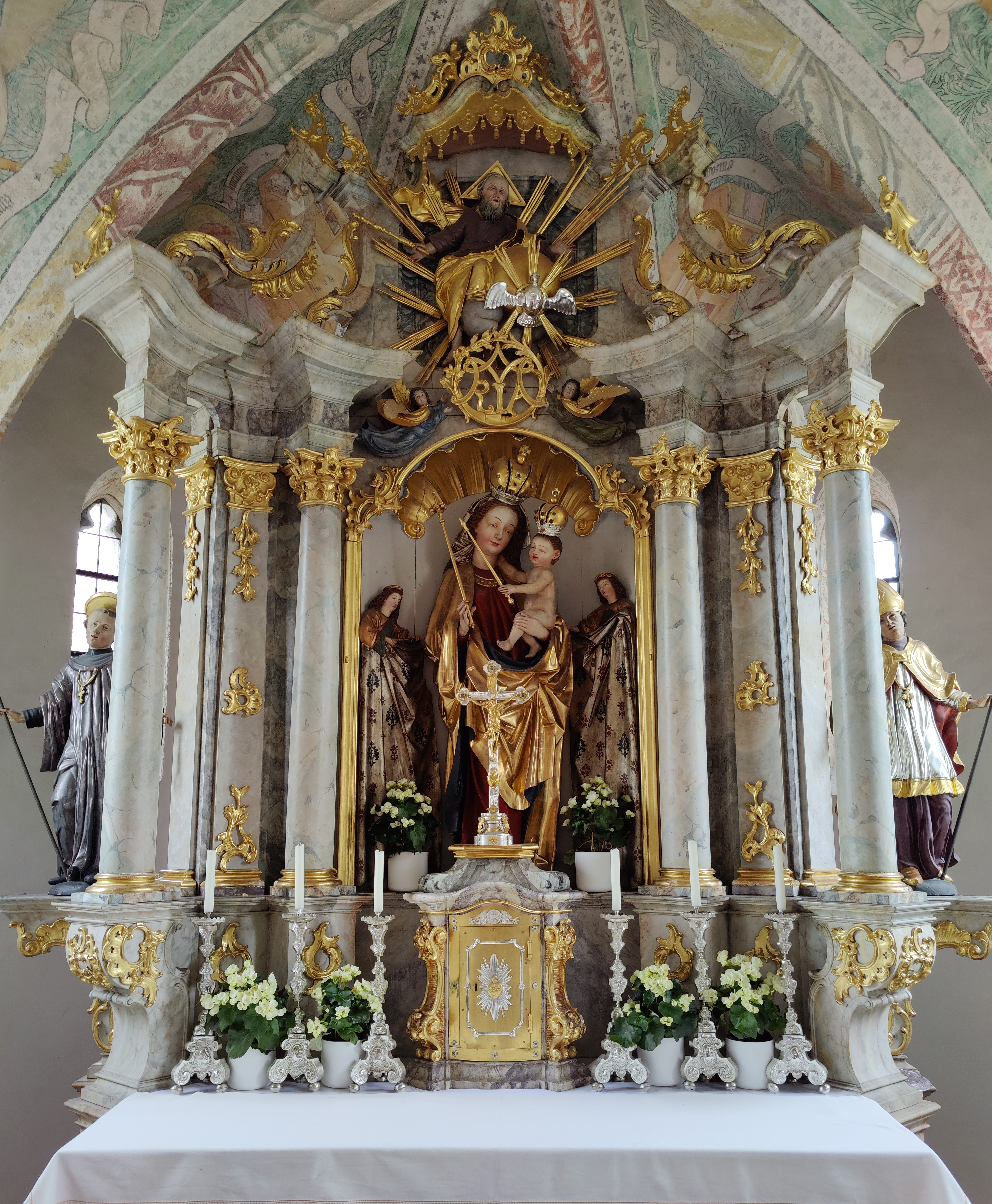
Altar
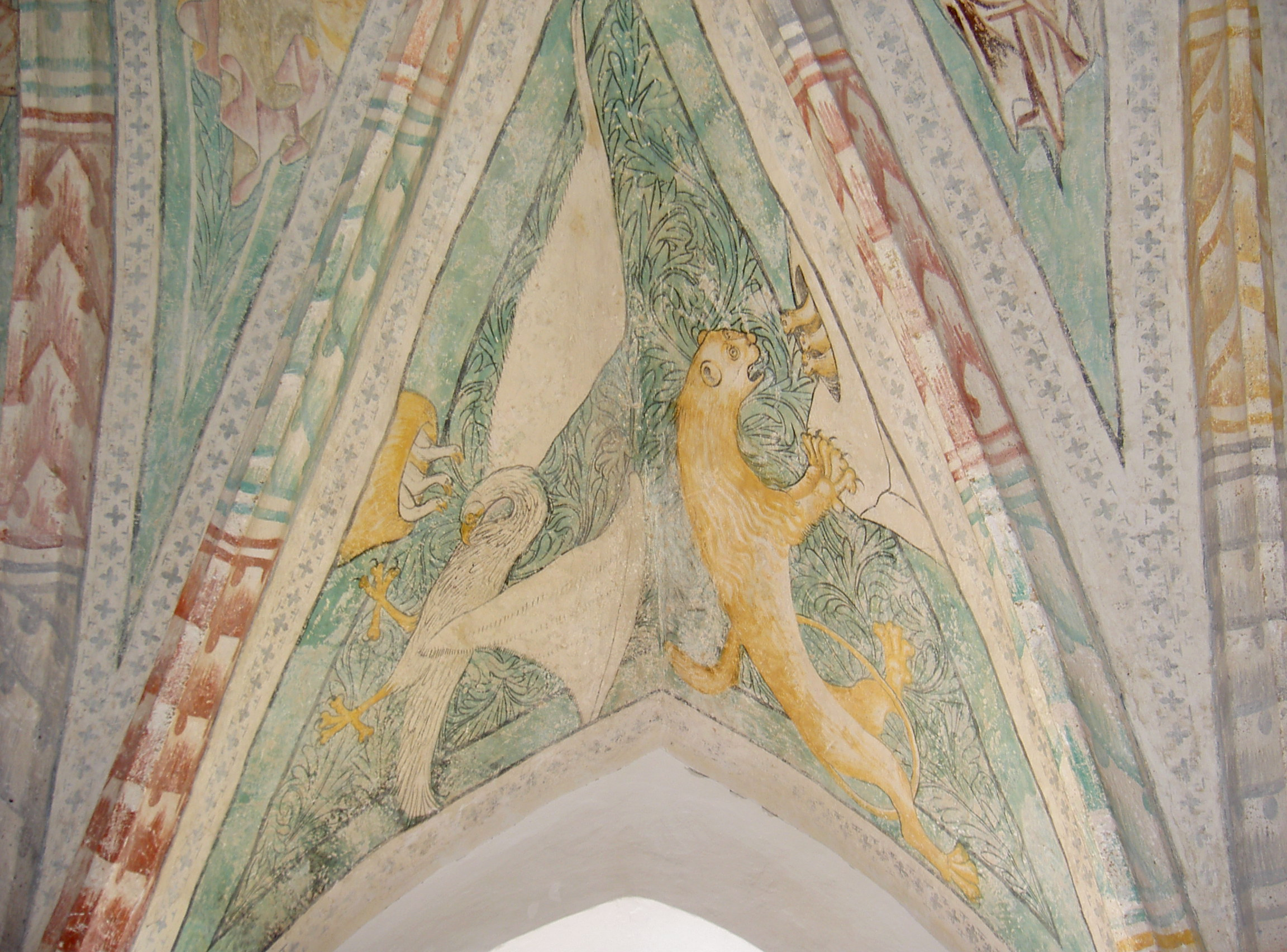
Fresko Pelikan & Löwe

## Tourismus
Der Fränkische Jakobsweg führt nahe an Mitterauerbach vorbei. Der mit einer weißen Jakobsmuschel auf blauem Grund markierte Pilgerweg führt aus Unterkonhof kommend nach Wundsheim, das zwei Kilometer südwestlich von Mitterauerbach liegt.